# Neufahrn in Niederbayern
Neufahrn in Niederbayern är en kommun och ort i Landkreis Landshut i Regierungsbezirk Niederbayern i förbundslandet Bayern i Tyskland.